# Anthony Obame
Anthony Obame, född 10 september 1988 i Libreville, Gabon, är en gabonesisk taekwondoutövare som representerade Gabon i olympiska sommarspelen 2012, där han vann silver i +80-kilosklassen, varigenom han blev första gabones att ta en medalj i olympiska sammanhang någonsin. Efter en jämn match som Obame länge ledde vann till slut italienaren Carlo Molfetta.
Obame tog guld vid VM 2013 i Puebla och brons vid VM 2015.
Vid olympiska sommarspelen 2016 blev han utslagen i åttondelsfinalen. Vid olympiska sommarspelen 2020 i Tokyo blev Obame utslagen i åttondelsfinalen i +80 kg-klassen av slovenska Ivan Trajkovič.
Obame tränas för närvarande av tidigare tvåfaldige världsmästaren Juan Antonio Ramos.